# Luciano Becchio
Luciano Héctor Becchio (Córdoba, Argentina, 28 de diciembre de 1983) es un exfutbolista argentino. Su último club fue el Santa Catalina Atlético, donde jugó como delantero.

## Trayectoria
Jugó en las inferiores del club cordobés Belgrano, pero antes de debutar se fue. 
Conocido simplemente como Yacaré, durante su paso por España anotó 28 goles en 50 partidos para el Mérida UD durante la temporada 2007-08, siendo el goleador de la temporada en Segunda División B con 22 goles. En julio del 2008, fue fichado por el Leeds United de la League One de Inglaterra luego de estar a prueba en los amistosos de pretemporada contra Shelbourne FC y Barnet. Hizo su primer partido para Leeds en el triunfo 5-2 sobre la Chester City en la primera ronda de la Carling Cup. Debutó en liga contra Yeovil Town F.C. en un empate 1-1.

#### Temporada 2008-09
Le dieron su primera titularidad  de liga contra Yeovil, en un empate 1-1,. En la que lo llevó tan solo 25 segundos para anotar su primer gol en Leeds. Él anotó su segundo gol para el club en su primera apertura en Elland Road en la victoria por 4-0 sobre el Crystal Palace en la Copa de la Liga. A la semana siguiente, él salió de la banca para volver a casa su tercer gol Leeds en el triunfo por 2-1 sobre sus rivales locales de la ciudad de Bradford en el Trofeo de la liga de fútbol.
Durante la temporada 2008-09, Becchio solo se perdió un partido en todas las competiciones, lo que era debido a la suspensión.{cr}} En una serie de apariciones que lo llevó a iniciar 24 partidos consecutivos -. Incluyendo todo el período ocupado Navidad y mientras suplente del lesionado Jermaine Beckford - marcó nueve goles.[cita requerida] Con la firma del préstamo de Lee Trundle desde Bristol City, y el mercado de invierno de la firma de Mike Grella, director Simon Grayson declaró públicamente que Becchio se le daría un breve periodo de descanso para que. estaría listo para las vitales últimos meses de la temporada, aunque eso nunca se materializó como Becchio insistió en mantener su lugar en el equipo.[cita requerida] Grayson refieren con frecuencia como Becchio Lázaro debido a distintos puntos de la temporada en la que estaría herido, pero haría una notable recuperación para estar en forma y listo para el próximo partido.[cita requerida] En el último partido de la temporada, logró su objetivo 18 de la temporada en todas las competiciones, que a su vez contribuyó al descenso de Northampton Town. Su 19 de la temporada fue contra Millwall en la League One play-off semifinal, en la que se completa con una jugada colectiva multa iniciado por Ben Parker, con Beckford y Andy Robinson también desempeñan papeles vitales. Anotó 19 goles en su primera temporada en el fútbol Inglés en Leeds.[cita requerida]

#### Temporada 2009-10
Becchio anotó su primer gol de la temporada 2009-10 en la victoria liguera por 1-0 ante el Wycombe Wanderers. Tenía una meta incorrectamente por fuera de juego en el partido de Copa League contra el Liverpool, repeticiones mostraron que era onside como Beckford encendió pase de cabeza de Lubomir Michalik. Se perdió el partido ante el Milton Keynes Dons como su esposa estaba a punto de dar a luz. Becchio y su esposa recibieron a su primera hija llamada Bianca, que nació el 27 de septiembre de 2009 en el Hospital General de Leeds. Cogió una grave lesión en el tobillo en el partido contra el Charlton Athletic, al pisar la pelota mientras controlarlo desde un paso alto, y tuvo que ser sustituido. Radio Leeds cree Becchio podría haber roto el tobillo, aunque el club se espera tener una segunda exploración en el tobillo después de la hinchazón bajó. El análisis mostró que había sufrido daño en los ligamentos del tobillo, de acuerdo con Leeds asistente gerente Ian Miller. Becchio no jugó para el equipo de Leeds primera vez hasta finales de noviembre. En su ausencia Leeds firmado al delantero internacional galés Sam Vokes cedido por el Wolverhampton Wanderers hasta el 2 de enero de 2010 como cobertura.
El 25 de noviembre de 2009, Becchio regresó de una lesión y jugó en el partido Leeds "equipo de reserva contra Lincoln City, para ayudar a aumentar su ritmo de competición. Becchio marcó un gol en la victoria por 2-1 y también consiguió un total de 90 minutos bajo su cinturón. Regresó con el primer equipo como suplente en la segunda ronda de la Copa FA dibujar con Kettering Town. Dos días más tarde, él se adelantó como substituto contra Oldham Athletic y anotó su primer gol desde su largo descanso, esta su tercera de la temporada. Volvió al equipo titular de Leeds en la liga a costa de Sam Vokes contra Brentford. Su quinto gol de la temporada fue un cabezazo contra Hartlepool United en el Boxing Day, que tuvo una desviación pesado.
Becchio jugó contra Premier League del Manchester United al Leeds ganó 1-0 en Old Trafford, el 3 de enero de 2010 en la ronda de la Copa FA en tercer lugar, pero se lesionó y fue sustituido en el tiempo añadido. Becchio luchado por metas para Leeds desde que regresó de una lesión, con lo que se pidió que tocara en más de un papel más profundo huelguistas sostener la pelota para el centro del campo. Contra el Tottenham Hotspur Becchio fue abandonado a la banca y reemplazado por adelantado por Robert Snodgrass, aunque más tarde ingresó en el segundo tiempo después de sustituir el mediocampista Michael Doyle como Leeds ganó un desempate contra el equipo de la Liga Premier. Becchio sexto gol de la temporada para el Leeds llegó en la repetición FA Cup ante el Tottenham, tras disparo Beckford fue repelido por Heurelho Gomes y cayó en el camino de la Becchio que la ranura en la parte posterior de la red. Objetivos de número siete y ocho para Becchio se produjo en el juego siguiente contra Hartlepool. Este fue el primer doble que anotó en un partido oficial para Leeds.
Becchio disputably anotó su noveno gol de la temporada con un ecualizador que viene el tiempo de descuento contra Leyton Orient cuando su disparo fue desviado en goalbound by Orient defensor Charlie Daniels, el objetivo fue acreditado a Daniels Becchio pero dijo que se sentía el objetivo debe ser la suya como su disparo Se goalbound. Becchio marcó otros dos goles contra Oldham, llevando su cuenta personal a 10 goles en la temporada. Él continuó su buena forma goleadora cuando anotó su gol 11 de la temporada en el derbi contra el Huddersfield Town Yorkshire, con el juego terminando 2-2. Objetivo número 12 de la temporada fue contra Tranmere Rovers, con puntuación Becchio con un remate de cabeza.
Becchio fue sustituido a principios de la primera mitad contra Norwich City después de ser golpeado hasta quedar inconsciente tras un choque de cabezas con Michael Nelson. Cabeza Becchio también cayó pesadamente en el suelo que le hizo tragar su lengua. Fue sustituido por Mike Grella y debido a la lesión fue descartado contra Swindon Town.
Becchio regresó de una lesión en Leeds, cuando fue nombrado en el banquillo contra Southend United y logró anotar su gol 13 de la temporada a los 83 minutos después de haber reemplazado Beckford como suplente en 2-0 Leeds victoria. Número de goles 14 y 15 se produjo cuando Becchio anotó un doblete contra Carlisle United. Becchio anotó su 16to de la temporada con un gol en contra Gillingham en Leeds derrota 3-2. Objetivo 17a Becchio fue contra MK Dons 4-1 en Leeds victoria. Becchio jugado un papel instrumental como Leeds fueron promovidos a la Football League Championship después de terminar en segundo lugar en la League One y lo que les valió la promoción automática.

#### Temporada 2010-11
Becchio inició el partido inaugural y anotó primero Leeds gol de la temporada del campeonato contra el Derby County y ranurado en el empate después de una carrera de Jonny Howson, sin embargo Leeds perdió 2-1. Segundo gol Becchio de la temporada llegó en el segundo partido de Leeds de la temporada en la Copa de la Liga contra Lincoln City. Becchio anotó su tercero de la temporada en el partido ante el Swansea City. A pesar de haber caído en el partido contra el Doncaster, regresó a la superficie en el yorkshire derby vs Sheffield United Leeds como se quedó sin ganadores 1-0. Becchio anotó su cuarto gol de la temporada ante el Preston North End. Becchio anotó su quinto gol de la temporada con una fina volea de pierna izquierda y recibió el premio al hombre del partido contra el Middlesbrough. En el partido posterior control sobre el terreno de juego entrevista con Sky Sports también famoso juró en vivo en el aire diciendo que era una "victoria increíble de mierda!"
Su sexto gol de la temporada llegó en el siguiente juego en la derrota por 2-1 ante el Leicester City. En noviembre de 2010 entró Becchio negociaciones del contrato con Leeds sobre extender su contrato. En el partido contra el Hull City Becchio sufrió un ojo negro después de un codazo por Ian Ashbee Becchio anotó sus goles séptimo, octavo y noveno de la temporada con un minuto hatrick 17 contra Bristol City después de entrar como segundo semestre substituteBecchio fue elogiado por el director Simon Grayson después de su emocionante rápida fuego triplete vs Bristol City, Grayson dijo que era una gran actuación de Becchio y todavía es joven y solo pueden mejorar. Becchio reveló que él estaba tratando de firmar un nuevo contrato en Leeds.
El 3 de diciembre de 2010, ganó el campeonato Becchio PFA Jugador del Mes en noviembre venciendo en el concurso de Adel Taarabt, McGugan Lewis, Sinclair Scott y Jay Bothroyd para la award.Becchio anotó sus goles 10 y 11 de la temporada, cuando anotó una doblete contra Crystal Palace por 1-0. Leeds confirmó que las negociaciones del contrato con Becchio estaban en curso y solo se había retrasado debido a la traducción issues.Becchio marcó su gol 12 de la temporada contra el Burnley.
El 18 de diciembre de 2010, después de la victoria en casa por 2-0 ante el Queens Park Rangers que tuvieron Leeds al segundo lugar en el campeonato, Becchio firmado un nuevo tres y medio años de contrato con el Leeds. "Estoy muy contento de firmar", dijo a la web oficial del club. "Me encantan los fans, que estamos haciendo bien y queremos llegar a la Liga Premier. 1 de enero de 2011, Becchio marcó su gol 13 de la temporada con un ecualizador tiempo de descuento contra el Middlesbrough.
El 8 de enero, Becchio Leeds ayudó a ganar un empate 1-1 ante el Arsenal, Leeds se fue 1-0 arriba cuando Robert Snodgrass anotó de penal segunda mitad, el Arsenal empató en el minuto 90 cuando Cesc Fàbregas anotó de penal. [47] Sin embargo, en 18 de enero, Becchio se lesionó y se perdió el partido de vuelta que el Arsenal ganó 3-1. Becchio regresó a la alineación inicial de Leeds contra el Portsmouth y anotó su gol 14 de la temporada, el objetivo también alcanzó su hito gol número 50 en Leeds, en todas las competiciones. Becchio marcó su gol 15 de la temporada contra el Norwich City. Su gol 16 de la temporada fue contra rivales Yorkshire Barnsley, el juego marcó su inicio de liga número 100 Leeds. 17a Becchio objetivo de la temporada llegó en la victoria por 5-2 contra Doncaster Rovers. El 2 de abril, Becchio anotó el número 18 de la temporada en la goleada 4-1 del Nottingham Forest, Por desgracia, era un fantasma cuando bosque azotado pasado 7 Leeds United en su propio terreno. y su 19 en el New Den Millwall contra una semana después. Becchio marcó su gol 20 de la temporada ante el Watford en un empate 2-2, sin embargo Becchio se lesionó en el mismo partido que le obligó a perderse todos los partidos restantes en la temporada. Durante el verano Becchio fue vinculado con un traspaso libra £ 3 millones para Swansea City. Después de hacer un poco de rehabilitación de su lesión en el muslo en España, Becchio volvió a encender la formación de Leeds a tiempo para el inicio de los entrenamientos de pretemporada.

#### Temporada 2011-12
Sin embargo, se lesionó el tendón de la corva Becchio otra vez antes de una gira de pretemporada de Escocia. El 22 de julio, Becchio fue operado de su lesión en el muslo. La lesión descartaría Becchio fuera por unos meses y significaba que se perdería el inicio de la temporada 2011-12. Después de cinco meses por lesión Becchio volvió a Leeds primer equipo cuando fue nombrado en el banquillo contra el Crystal Palace el 10 de septiembre, él se adelantó como substituto segundo tiempo y anotó su primer gol de la temporada con un cabezazo en Leeds 3 - 2 victoria, el objetivo también marcó hito 50a Becchio del 'gol' para el club. Becchio se adelantó como substituto contra Bristol City en septiembre 1h proporcionar la asistencia para el gol de la victoria Ross McCormack.
Becchio hizo su primera apertura de la temporada el 20 de septiembre, entrando en el lado contra grandes rivales Manchester United. Después de ser utilizado como un sustituto debido a la forma de Andy Keogh y McCormack Ross. El 22 de octubre de 2011, Becchio pensó que había marcado un ganador dramático tarde contra Peterborough United en la victoria por 3-2, sin embargo su compañero de equipo Darren O'Dea fue acreditado con la meta. Después de conseguir un comienzo raro Becchio anotó su segundo gol de la temporada el 29 de noviembre en la enfática victoria 4-0 Leeds "contra Nottingham Forest.
Durante diciembre, Becchio fue vinculado con un traspaso al compañero Middlesbrough Campeonato lado. Sin embargo, Leeds presidente Ken Bates reveló que no vendería Becchio a uno de los rivales más cercanos de clubes en la misma liga. Tercer gol Becchio de la temporada llegó como un consuelo en 4-1 Leeds derrota ante Barnsley el 31 de diciembre de 2011.
Becchio terminó la temporada 2011-12 con su cuenta goleadora más bajo para Leeds meta con solo 11 goles en la liga, sin embargo, fue en gran parte a una lesión en el tendón de la corva sufrida a finales del 2010-11 de la temporada, lo que le hace perder la pretemporada siguiente y la primera parte de la temporada siguiente. El 4 de mayo, Neil Warnock manifestó su creencia de que Becchio volvería un jugador más fuerte para la temporada 2012-13 y recuperar su forma anterior con un completo pretemporada detrás de él.

#### 2012-13 temporada
Becchio anotó su primer gol de la temporada en el primer partido de la temporada contra Shrewsbury Town en la Copa de la Liga el 11 de agosto. Becchio anotó su segundo gol de la temporada y su primero en la liga al anotar el ganador en Leeds abrir victoria hoy contra Wolverhampton Wanderers. Becchio anotó su séptimo gol de la temporada el 22 de septiembre contra el Nottingham Forest. Becchio marcó su gol 10 de la temporada el 30 de octubre en 3-0 Leeds "ganar la Copa de Liga contra la Premier League Southampton para ayudar al avance de Leeds a los cuartos de final de la competición.
Becchio marcó dos goles contra rivales locales Huddersfield Town para ayudar a ganar Leeds una victoria por 4-2 el 1 de diciembre. Los objetivos eran su 13 ª y 14 ª de la temporada. Becchio marcó su gol 15 de la temporada en contra de la Premier League Chelsea en el partido de Copa Liga el 19 de diciembre de 2012. El 22 de diciembre Becchio marcó su gol 16 y 17 contra el Middlesbrough ayudar a Leeds 2-1.
El 1 de enero, Becchio anotó su 76to gol en la liga Leeds United, que lo hace décimo Leeds 'All-Time Goleador de la liga, superando a Hydes Arthur.
El 24 de enero de 2013, Leeds anunció que Becchio había entregado una solicitud de transferencia después de las conversaciones de un nuevo acuerdo se rompió. Una declaración de Leeds, dijo Becchio ya era mayor fuente de ingresos del club y sus demandas salariales "fueron más allá de un nivel que podríamos apoyar". El 30 de enero de 2013, Becchio fue revelado en conversaciones para unirse a Norwich City como parte de un acuerdo de intercambio para el galés Norwich delantero internacional Steve Morison que estaba en conversaciones para mudarse a Leeds United. Norwich director Chris Hughton confirmó que él tenía la esperanza de completar un acuerdo para fichar Becchio como parte de un acuerdo de intercambio de Steve Morison. Becchio anotó 19 goles para Leeds en la temporada 2012/13 para Leeds antes de salir del club. En total Becchio anotó 87 goles en 221 partidos con el Leeds en todas las competiciones.
En enero del 2013, fue fichado por el Norwich City.
En febrero del 2015, se fue a préstamo a Belgrano de Córdoba
En 19 de septiembre del 2015, rescindió contrato con Belgrano por una lesión. Estas fueron sus palabras:"Yo vine a jugar acá. Como la lesión me va a llevar más tiempo de lo que resta del torneo, tomé esta decisión. Yo no le quiero sacar la plata a Belgrano, mi ilusión era jugar, y como no puedo hacerlo, rescindo el contrato. Después veremos si puedo volver"

## Clubes
| Club                             | País       | Año       |
| -------------------------------- | ---------- | --------- |
| Belgrano                         | Argentina  | 2002      |
| Boca Juniors                     | Argentina  | 2002-2003 |
| Mallorca B                       | España     | 2003-2004 |
| Granada 74                       | España     | 2004-2005 |
| Terrassa FC                      | España     | 2005-2006 |
| FC Barcelona B                   | España     | 2006      |
| Mérida UD                        | España     | 2007-2008 |
| Leeds United                     | Inglaterra | 2008-2013 |
| Norwich City                     | Inglaterra | 2013-2014 |
| Rotherham United                 | Inglaterra | 2014-2015 |
| Belgrano                         | Argentina  | 2015      |
| Club Deportivo Atlético Baleares | España     | 2017      |
| Club Deportivo Binisalem         | España     | 2017      |

## Estadísticas
| Club                    | Temporada           | Liga  | Liga  | Copa Nac. | Copa Nac. | Copa Inter. | Copa Inter. | Total | Total |
| Club                    | Temporada           | Part. | Goles | Part.     | Goles     | Part.       | Goles       | Part. | Goles |
| ----------------------- | ------------------- | ----- | ----- | --------- | --------- | ----------- | ----------- | ----- | ----- |
| Boca Argentina          | 2002/03             | 0     | 0     | -         | -         | -           | -           | 0     | 0     |
| Boca Argentina          | Total               | 0     | 0     | -         | -         | -           | -           | 0     | 0     |
| Mallorca B · España     | 2003/04             | 29    | 5     | -         | -         | -           | -           | 29    | 5     |
| Mallorca B · España     | Total               | 29    | 5     | -         | -         | -           | -           | 29    | 5     |
| Granada 74 · España     | 2004/05             | 16    | 3     | -         | -         | -           | -           | 16    | 1     |
| Granada 74 · España     | Total               | 16    | 3     | -         | -         | -           | -           | 16    | 3     |
| Terrassa FC · España    | 2005/06             | 24    | 2     | -         | -         | -           | -           | 24    | 2     |
| Terrassa FC · España    | Total               | 24    | 2     | -         | -         | -           | -           | 24    | 2     |
| FC Barcelona B · España | 2006/07             | 10    | 0     | -         | -         | -           | -           | 10    | 0     |
| FC Barcelona B · España | Total               | 10    | 0     | -         | -         | -           | -           | 10    | 0     |
| Mérida UD · España      | 2007/08             | 49    | 28    | -         | -         | -           | -           | 49    | 28    |
| Mérida UD · España      | Total               | 49    | 28    | -         | -         | -           | -           | 49    | 28    |
| Leeds United Inglaterra | 2008/09             | 47    | 16    | 9         | 3         | -           | -           | 56    | 19    |
| Leeds United Inglaterra | 2009/10             | 37    | 15    | 8         | 2         | -           | -           | 45    | 17    |
| Leeds United Inglaterra | 2010/11             | 41    | 19    | 3         | 1         | -           | -           | 44    | 20    |
| Leeds United Inglaterra | 2011/12             | 41    | 11    | 2         | 0         | -           | -           | 43    | 11    |
| Leeds United Inglaterra | 2012/13             | 27    | 15    | 5         | 4         | -           | -           | 32    | 19    |
| Leeds United Inglaterra | Total               | 192   | 76    | 27        | 10        | -           | -           | 219   | 86    |
| Norwich Inglaterra      | 2013                | 0     | 0     | -         | -         | -           | -           | 0     | 0     |
| Norwich Inglaterra      | Total               | 0     | 0     | -         | -         | -           | -           | 0     | 0     |
| Total en su carrera     | Total en su carrera | 319   | 114   | 26        | 9         | -           | -           | 347   | 124   |